# AG Persei
AG Persei (AG Per / HD 25833) es un sistema estelar variable de magnitud aparente media +6,69 situado en la constelación de Perseo.
Se encuentra a 1105 ± 65 años luz del sistema solar.

## Binaria eclipsante
La componente más brillante de este sistema es una binaria espectroscópica formada por dos estrellas blanco-azuladas de la secuencia principal de tipo espectral B3.4V y B3.5V.
La primera de ellas tiene una temperatura efectiva de 18.200 K y es 883 veces más luminosa que el Sol.
Tiene una masa de 5,35 masas solares y un radio 3,0 veces más grande que el del Sol.
Gira sobre sí misma con una velocidad de rotación proyectada —límite inferior de la misma— de 94 km/s.
La estrella B3.5V es ligeramente menos caliente, siendo su temperatura superficial de 17.400 K.
Brilla con una luminosidad 558 veces mayor que la luminosidad solar —equivalente al 63% de la de su compañera— y es 4,89 veces más masiva que el Sol.
Su radio es 2,6 veces más grande que el radio solar y su velocidad de rotación es igual o superior a 70 km/s.
El par constituye una binaria eclipsante cuyo período orbital es de 2,0287 días.
Es, por tanto, una estrella variable; tanto en el eclipse primario como en el secundario, el descenso de brillo es de 0,31 magnitudes.

## Componentes adicionales
La binaria eclipsante está acompañada por una componente adicional cuya naturaleza no es bien conocida.
Con una masa 3,47 veces mayor que la del Sol, completa una órbita en torno a la binaria cada 1168 años.
El sistema estelar AG Persei tiene una edad de cuatro millones de años.